# Asagena fulva
Asagena fulva là một loài nhện trong họ Theridiidae.
Loài này thuộc chi Asagena. Asagena fulva được Eugen von Keyserling miêu tả năm 1884.